# Utah Valley University
Utah Valley University (UVU) – amerykański uniwersytet publiczny w Orem w stanie Utah. UVU oferuje kształcenie na poziomie magisterskim, licencjackim, podyplomowym oraz szkolenia certyfikujące. Uczelnia wcześniej nosiła nazwę Utah Valley State College, uzyskała status uniwersytetu w lipcu 2008 roku.